# Luciára

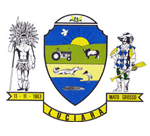
Blason de Luciára

Luciára est une municipalité brésilienne située dans l'État du Mato Grosso.